# Rhopalophora rufipennis
Rhopalophora rufipennis es una especie de escarabajo longicornio del género Rhopalophora, categorizada en la tribu Rhopalophorini, de la subfamilia Cerambycinae. Fue descrita por Bezark & Santos-Silva en 2022.

## Descripción
Mide 4,2-5,15 mm de longitud.

## Distribución
Se distribuye por América del Sur: Ecuador.